# Andrea Rispoli (generale)
Andrea Rispoli (Milano, 23 aprile 1960) è un generale italiano dell'Arma dei Carabinieri, dal 12 novembre 2024 Capo Ufficio per la tutela della cultura e della memoria della difesa.

## Biografia
Nato a Milano il 23 aprile 1960, nel 1979 intraprende la carriera militare frequentando l'Accademia Militare di Modena, (161º corso, 1979-1981), completando gli studi presso la Scuola Ufficiali dei Carabinieri di Roma nel 1983. Con il grado di tenente viene nominato comandante di plotone e, successivamente, di compagnia allievi sottufficiali presso la Scuola Sottufficiali Carabinieri di Firenze. 
Con il grado di capitano viene nominato Comandante della Compagnia Carabinieri di Comacchio (FE) e di Vipiteno (BZ).
Successivamente, con il grado di tenente colonnello e di colonnello,  ha ricoperto l'incarico di comandante provinciale dei Carabinieri di Avellino e di Bolzano. Nominato generale di brigata nel 2013 assume l'incarico di consigliere giuridico del capo di stato maggiore della difesa, reggendo l'Ufficio Generale Affari Giuridici.
Dal luglio 2015 assume il comando della Legione Carabinieri "Calabria". Durante il suo periodo di comando, il 23 giugno 2016, i carabinieri del dipendente comando provinciale di Reggio Calabria, con la collaborazione del GIS e dello Squadrone Cacciatori di Calabria, catturano il latitante Ernesto Fazzalari nelle campagne di Molochio, considerato il secondo ricercato per importanza e pericolosità dopo Matteo Messina Denaro, dopo vent'anni di latitanza. Nel 2017 assume il comando della Legione Carabinieri "Lazio", venendo promosso generale di divisione il 1º gennaio 2018. Dal giugno 2019 è comandante dei carabinieri presso il Ministero degli Affari Esteri e della Cooperazione Internazionale. Nominato generale di corpo d'armata, nel 2022 assume l'incarico di comandante interregionale dei carabinieri "Ogaden" a Napoli, con competenza sulle legioni carabinieri Campania, Basilicata, Puglia,  Abruzzo e Molise. Successivamente, è posto al vertice del Comando unità forestali, ambientali e agroalimentari con sede a Roma e competenza su tutto il territorio nazionale, istituito nel 2016 con l'unificazione dell'Arma dei Carabinieri con il Corpo forestale dello Stato.
Dal 12 novembre 2024 è nominato Capo dell'Ufficio per la tutela della cultura e della memoria della difesa, ente interforze alle dipendenze del Ministro della Difesa, che ha lo scopo di tutelare e valorizzare il patrimonio e la memoria storica della Difesa.
Durante la carriera militare ha prestato servizio di Stato Maggiore al Comando generale dell'Arma dei Carabinieri presso l'Ufficio Criminalità Organizzata ed l'Ufficio Addestramento e Regolamenti.

### Studi e formazione
È laureato in Scienze Politiche presso l'Università di Siena ed in Scienze della Sicurezza Interna ed Esterna presso l'Università di Roma "Tor Vergata". Ha conseguito un master in "Scienze Strategiche" presso l'Università di Torino e uno in "Esperti in Scienze della Sicurezza e dell’Organizzazione" presso la Scuola Ufficiali. Nell'anno 1997, ha frequentato il 119° Corso Superiore di S.M. della Scuola di Guerra ed il 3° Corso dell'Istituto Superiore di Stato Maggiore Interforze.
Nel 1999, ha frequentato a Roma presso la SIOI (Società Italiana per l’Organizzazione Internazionale) il XXIX Corso di Orientamento e Formazione Internazionale per Pubblici Funzionari
Nell'aprile del 2024 gli è stato conferito honoris causa il master in Governance delle zone montane Italiane" dall'Università degli Studi della Tuscia, per il suo impegno nella protezione dell’ambiente.

## Opere
- Andrea Rispoli, Rivoli. La Nascita di un condottiero, Laurus Robuffo, 2022, ISBN 978-8880877899.
- Andrea Rispoli, Il Riflesso degli eroi. Storie di uomini al servizio della Nazione, Rogiosi, 2023, ISBN 978-8869505447.
- Andrea Rispoli, Marcia per la gloria. La prima Campagna d'Italia di Napoleone Bonaparte, Sometti, 2025, ISBN 978-8874959617.